# Cerreto Castello
Cerreto Castello (piemontiul: Ciarèj vagy Sciarèj) település Olaszországban, Piemont régióban, Biella megyében. Lakosainak száma 617 fő (2018. január 1.). Cerreto Castello Quaregna, Valdengo, Vigliano Biellese és Cossato községekkel határos.

## Népesség
A település lakossága az elmúlt években az alábbi módon változott:

| 2017 | 624 |
| 2018 | 617 |